# 勐捧镇 (勐腊县)
勐捧镇，是中华人民共和国云南省西双版纳傣族自治州勐腊县下辖的一个乡镇级行政单位。

## 行政区划
勐捧镇下辖以下地区：
勐捧村、勐哈村、曼种村、景坎村、温泉村、勐润村、曼贺南村、曼回庄村、国营勐捧农场场部生活区、国营勐满农场场部生活区、国营勐捧农场二分场生活区、国营勐捧农场三分场生活区、国营勐捧农场七分场生活区、国营勐捧农场八分场生活区、国营勐腊农场五分场生活区、国营勐满农场二分场生活区和国营勐满农场四分场生活区。